# Fourteen Foot Bank Light
Fourteen Foot Bank Light ist ein Leuchtturm an der Ostküste der Vereinigten Staaten.

## Lage
Das Bauwerk befindet sich in der Delaware Bay nahe der Bowers Beach im Kent County, Delaware, an der Südspitze der Joe-Flogger-Untiefe. Das Bauwerk ist im Meeresgrund des Nordatlantik eingelassen. Das Leuchtfeuer befindet sich ca. 18 km von der Küste entfernt; daher ist es nicht mit bloßem Auge von Land sichtbar. 

## Bauwerk
Das Bauwerk wurde zwischen 1885 und 1886 erbaut. Es war der erste Leuchtturm, der mittels eines pneumatischen Senkkastens aus Holz erbaut wurde. Dieses Bauteil wurde 7 Meter unter Grund eingegraben und mit 1500 m³ Beton verfüllt; es dient als Fundament. Der Leuchtturm, der eher aussieht wie ein Haus, wurde nach Plänen von H.A. Ramsay and Son (Baltimore) erbaut. Ingenieure waren Anderson and Barr. Der Generalunternehmer war D.P. Heap. Die Baukosten betrugen 125,000 US$. Der reguläre Betrieb wurde am 10. April 1887 aufgenommen. 
Das Leuchtfeuer befindet sich ca. 18 Meter über dem Meeresspiegel. Die ursprüngliche Fresnel-Linse 4. Ordnung wurde 1997 durch eine mit Sonnenenergie betriebene VRB-25 ersetzt.
Der Leuchtturm ist seit 27. März 1989 im National Register of Historic Places gelistet.